# ベトナム戦争戦没者慰霊碑
ベトナム戦争戦没者慰霊碑（ベトナムせんそうせんぼつしゃいれいひ、英語：Vietnam Veterans Memorial、ベトナム語：Bức Tường Tưởng Niệm các chiến binh Mỹ bỏ mình trong chiến tranh Việt Nam）は、アメリカ合衆国の首都ワシントンの記念慰霊碑。ナショナル・モールに位置している。ベトナム戦争記念碑とも呼称される。

## 概説
ナショナル・モール内、リンカーン記念館の北東に位置し、慰霊碑の主な部分は1982年に完成した。慰霊碑は内務省・国立公園管理局によって管理され、年間およそ3百万人がここを訪れる。
メモリアル・ウォールは2個の黒い花崗岩で作られた壁である。全長は75メートル、高さは3メートルに及ぶ。米国の建築家・芸術家マヤ・リン（Maya Lin）によって設計された。一面に戦没兵士の名前（2005年の段階で58,249名）が刻まれており、常に花束をささげる遺族や、親族の名前の文字を紙に写し取る遺族の姿が絶えない。
マヤ・リンは当時21歳のイェール大学学生であり、当初はコンペに対し試しに出品したものであった。1981年のコンペ優勝後、彼女が中国系アメリカ人であること、伝統的な慰霊碑にありがちな具象的な英雄像でもなく、戦没者をたたえる碑文もない、墓石のような抽象的な立体であったことから多くの非難を浴び、急遽「3人の兵士」と題された伝統的な人物彫刻がマヤ・リンの意思に反して配置された。しかしながら、1982年の公開後はメモリアル・ウォールは戦没者慰霊のシンボルとしてほぼ定着している。

## ギャラリー

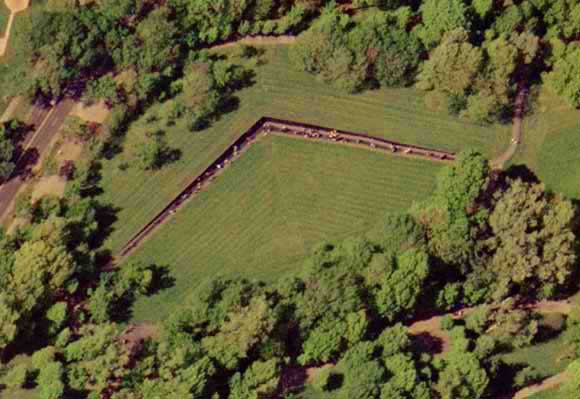
慰霊碑の俯瞰。2002年4月26日に米国地質調査所によって撮影された航空写真。
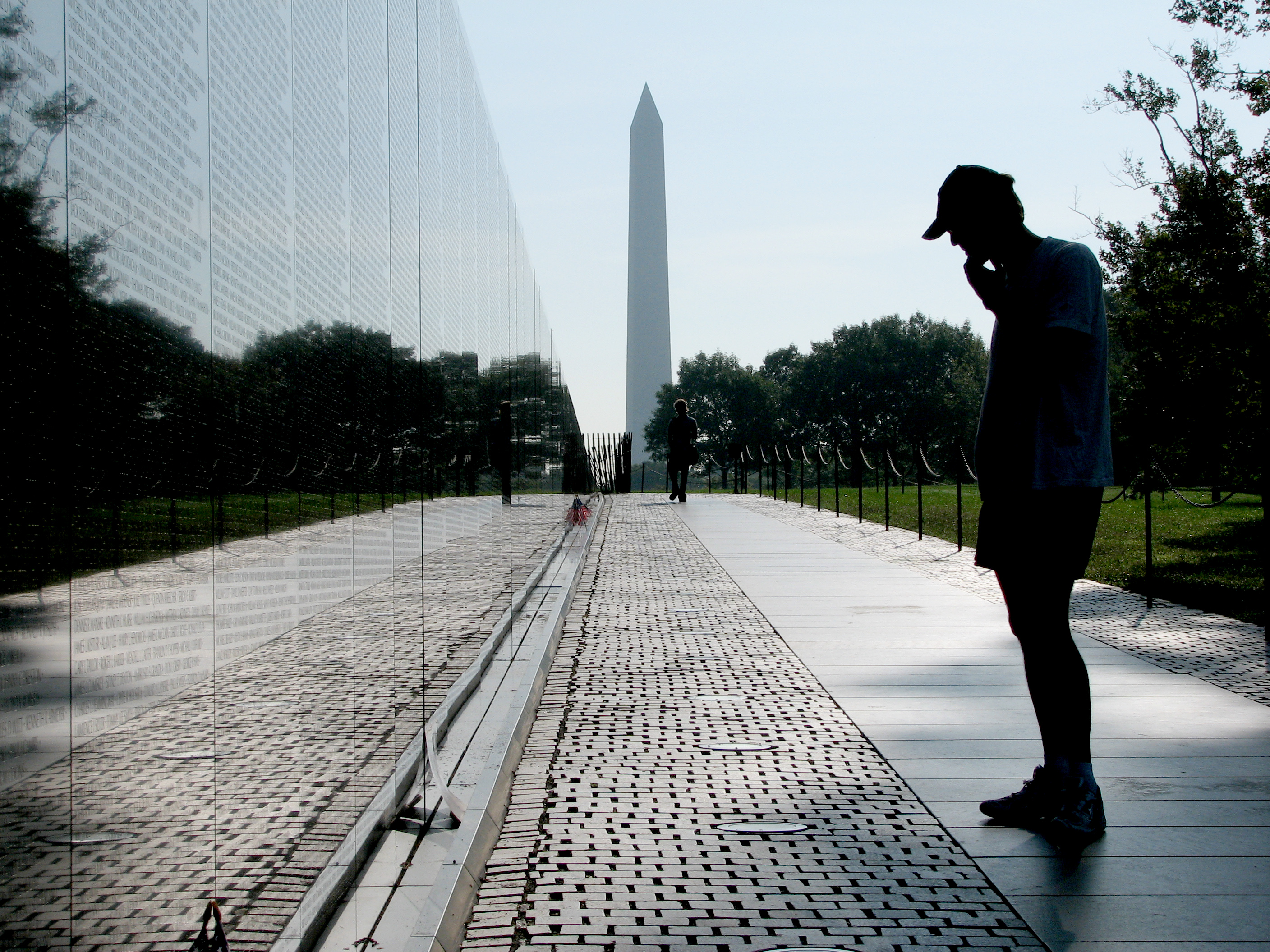
ベトナム戦争戦没者慰霊碑。背後はワシントン記念塔